# Seltsó (Leningrad)
|  | Per a altres significats, vegeu «Seltsó». |

Seltsó (en rus: Сельцо) és un poble de l'óblast de Leningrad, a Rússia, que el 2017 tenia 51 habitants, pertany al districte de Vólossovo.